# Tuka
Koordinaten: 58° 49′ N, 23° 44′ O
Tuka ist ein Dorf (estnisch küla) in der Landgemeinde Lääne-Nigula (bis 2017: Landgemeinde Martna) im Kreis Lääne in Estland.
Der Ort hat vier Einwohner (Stand 31. Dezember 2011).